# Hans Henry Lamotte
Hans Henry Lamotte (* 25. Juni 1922 in Bremen; † 8. April 2003 in Bremen) war ein deutscher Kaufmann und Unternehmer.

## Biografie

### Familie, Beruf
Lamotte war Sohn des Kaufmanns Henry Lamotte in Schönebeck, der 1925 eine Im- und Exportfirma gründete. Diese handelte vor allem mit Ölen und Fetten. Hans Henry Lamotte war im Zweiten Weltkrieg Soldat und kehrte 1945 nach Bremen zurück, wo er in die Firma seines Vaters eintrat, die nach Bombenschäden wieder aufgebaut wurde. 1950 übernahm er die verantwortliche Leitung der Firma.
Aus dieser gingen nacheinander drei Firmen hervor: Die Bremer Tran- und Ölhandel GmbH, die Henry Lamotte KG Import/Export sowie 1994 die Henry Lamotte GmbH, deren Hauptgesellschafter zwei Jahre später seine Söhne Otto Lamotte und Henry Lamotte wurden. Hans Henry Lamotte blieb noch bis Anfang 1996 Firmeninhaber, dann übergab er die Leitung des Familienunternehmens an seine Söhne Otto und Henry Lamotte als Vertreter der dritten Generation.
Das Landgut Lamotte in Schönebeck war vom Vater Henry Lamotte erworben worden.

### Mitgliedschaften
Lamotte engagierte sich ehrenamtlich in zahlreichen Gremien und Ämtern für Bremen und die bremische Wirtschaft. Dabei nahm er, dem in Bremen traditionellen Ehrenamtsengagement junger Kaufleute und Unternehmer folgend, auch mehrere kirchliche Ämter wahr. Unter anderem hatte er in der St. Petri Domgemeinde von 1950 bis 1962 das für die Armenpflege in der Gemeinde zuständige Amt des Diakons inne, dann von 1965 bis 1990 das dem geschäftsführenden Vorstand der Gemeinde entsprechende Amt des Bauherrn der Domgemeinde.
1976 gründete er die Stiftung Bremer Dom, die auch Trägerin des Dom-Museums wurde. In zahlreichen Auflagen und verschiedenen Übersetzungen wurde ab 1982 der Bildband Der Dom zu Bremen veröffentlicht, zu dem er Texte beisteuerte.
Lamotte war 26 Jahre Mitglied und 21 Jahre Vorsitzender des Aufsichtsrates der Bremer Lagerhausgesellschaft, die später in die BLG Logistics Group überging. Lange Zeit war er auch als stellvertretender Vorsitzender und Mitglied des Verwaltungsrates der Sparkasse Bremen tätig sowie als Mitglied des Kuratoriums der Stiftung Bremer Sparer-Dank, die 1955 mit dem Ziel errichtet worden war, zu günstigen Bedingungen Wohnungen an Bedürftige zu vermieten sowie Einrichtungen der Altenpflege zu bauen und zu betreiben.
Lamotte wurde 1955 als kaufmännisches Mitglied in die Stiftung Haus Seefahrt aufgenommen und richtete traditionsgemäß zwei Jahre später als einer der drei verantwortlichen Schaffer die 412. Schaffermahlzeit 1957 aus; ein von Haus Seefahrt seit 1545 in Bremen veranstaltetes Brudermahl, das alljährlich zu den „bedeutendsten gesellschaftlichen Ereignissen Deutschlands“ zählt. Er wurde ins leitende Amt des Verwaltenden Vorstehers der Stiftung gewählt, das er ab 1979 für zwei Jahre innehatte.

### Unternehmen nach 2003
Das von Lamotte ausgebaute Familienunternehmen, das seit 1994 als Henry Lamotte GmbH firmierte und 1999 eine neu errichtete Betriebsstätte in Bremen bezogen hatte, wurde von seinen Söhnen Otto und Henry Lamotte 2006 neu ausgerichtet. Die Geschäftsbereiche Öle und Lebensmittel wurden in zwei unabhängige Gesellschaften überführt und firmieren seitdem als Henry Lamotte Oils GmbH und Henry Lamotte Food GmbH; zentrale Funktionen wurden jeweils von der Henry Lamotte Services GmbH übernommen. Gesellschafter dieser Firmen blieben unverändert Otto und Henry Lamotte.